# Karadeniz Powership
Karadeniz Powership Co. Ltd. (торговая марка Karpowership) ― дочерняя компания Karadeniz Energy Group, базирующаяся в Турции. Компания является строителем, оператором и владельцем флота судов-электростанций. Разработала и осуществляет проект под названием «Сила дружбы», целью которого является обеспечение в общей сложности 2010 МВт электроэнергии более чем десяти странам Ближнего Востока, Северной Африки и Южной Азии.
В 2016 году доходы группы составили $ 734 млн, а чистая прибыль — $ 257 млн.
В конце октября 2022 года в компании заявили, что ведут переговоры с украинским правительством об отправке трёх судов-электростанций общей мощностью 300 мегаватт на Украину.

## Флот
- Karadeniz Powership Doğan Bey (IMO 8117031),[5] 126 MW, 2010, работал в Басре, Ирак, в данный момент работает в Сьерра-Леоне.
- Karadeniz Powership Rauf Bey (IMO 7925522),[6] 179 MW, 2010, работал в Басре, Ирак, сейчас работает в Судане.
- MV Karadeniz Powership Kaya Bey (IMO 7925546),[7] 216 MW, 2011, работал в Пакистане,[8] работает в Басре, Ирак.
- Karadeniz Powership Alican Bey, 104 MW, 2011, работал в Пакистане.
- Karadeniz Powership İrem Sultan (IMO 8222252), 114 MW, 2012, работал в Басре, Ирак, сейчас работает в Накале, Мозамбик.[9]
- Karadeniz Powership Fatmagül Sultan, 202 MW, 2013, работает в Бейруте, Ливан.
- Karadeniz Powership Orhan Bey (IMO 7942582), 202 MW, 2013, работает в Бейруте, Ливан.
- Karadeniz Powership Esra Sultan, 235 MW, 2015, работал в Теме, Гана.[10][11] в Бейруте, Ливан, с июня 2019 года работает в Порт-де-Мариэль, Куба[12]
- Karadeniz Powership Zeynep Sultan (IMO 8116051), 125 MW, 2015, работает в Амуранге, Индонезия
- MV Karadeniz Powership Osman Khan (IMO 9189158), 470 MW, 2016, работает в Теме, Гана.
- MV Karadeniz Powership Onur Sultan (IMO 9248514), 470 MW, 2016, работает в Белване, Индонезия.
- MV Karadeniz Powership Gökhan Bey (IMO 9214563), 125 MW, 2016, работает в Купанге, Индонезия.
- MV Karadeniz Powership Yasin Bey (IMO 9214551), 125 MW, 2016, работает в Амбоне, Индонезия.
- MV Karadeniz Powership Mehmet Bey (IMO 9232785), 126 MW, 2018, работает в Индонезии.
- MV Karadeniz Powership Nezih Bey (IMO 9034781), 37 MW, 2018, работает в Амбоне, Индонезия.
- MV Karadeniz Powership Koray Bey (IMO 9086203), 36 MW, 2018, работает в Гамбии.
- Karadeniz Powership Baris Bey (IMO 9166546), 2019, работает в Порт-де-Мариэль, Куба.[13]
- Karadeniz Powership Ela Sultan (IMO: 9133446),80 MW, с ноября 2019 года работает в Порт-де-Мариэль, Куба.[12]
- Karadeniz Powership Yurdanur Sultan  (IMO: 9133458 ), 120 MW, 2021.
- Karadeniz Powership Belgin Sultan, (IMO: 9178159),80 MW, 2022, работает в Порт-де-Мариэль, Куба .
- Karadeniz Powership Orhan ali Khan (IMO: 9248514), 740 MW[14].

## Обвинения в коррупции
Karpowership и ее материнская компания Karadeniz Energy Group столкнулись с обвинениями в коррупции в нескольких странах. 
В Ливане Karadeniz обвиняют в коррупции и могут оштрафовать на 25 миллионов долларов
В Пакистане дочерняя компания Karadeniz якобы заплатила посредникам за получение государственного контракта на 565 миллионов долларов. В 2012 году Верховный суд аннулировал контракт и начал расследование коррупции. Спор был решен в 2019 году путем политических переговоров между Пакистаном и Турцией. 
В апреле 2021 года Министерство минеральных ресурсов и энергетики ЮАР заключило с Karpowership соглашение о поставках электроэнергии сроком на 20 лет для преодоления продолжающегося энергетического кризиса.  Обвинения в коррупции в процессе торгов привели к судебным искам и продолжающемуся судебному расследованию.  1 августа 2022 г. Министр лесного хозяйства, рыболовства и окружающей среды отклонил призыв южноафриканской дочерней компании продолжить свой проект по развертыванию 3 кораблей общей мощностью 1220 МВт из-за отсутствия консультаций, неубедительных экологических отчетов и «поставил под сомнение необходимость и желательность предлагаемого проекта». Министр дал компании 180 дней для устранения пробелов и недостатков в их представлении на повторное рассмотрение. 